# Сибирски барок
Сибирски барок је архитектонски стил уобичајен за амбициозне грађевине у Сибиру из 18. века, где је забележено 115 камених цркава 1803. године, од којих је већина изграђена у овој провинцијској варијанти руског барока, под утицајем украјинског барока и у неким случајевима чак инкорпорирајући ламаистичке мотиве. Већина зграда је сачувана у Иркутску, Тобољску и Томску. Оригинални ентеријер сибирске барокне структуре сачуван је само у цркви Крстовдана у Иркутску.
Сибирске цркве 18. века, као и већина руских (московских) узорочја и барокних грађевина, су астиларне. Трпезарија и звоник су спојени на западној страни. Слике у зградама сибирског барока обично постају све мање у својој димензији (А. Каптиков је ову технику назвао „барокном напредном формом“). Декоративно садржи стране егзотичне мотиве, вероватно источњачког порекла (примери су стреласти и „пламтећи“ венци, ступасти облици и дармакакре).

## Историја
У 17. веку камен је коришћен у Сибиру као грађевински материјал само у Тобоаску и Абалаку. То су биле старе руске грађевине са елементима узорочја. У маниру барока Наришкина је најранија камена грађевина у Тјумењу – Благовештенска црква (грађена 1700–1704, порушена у совјетско време, у реконструкцији). Непосредно након тога, манастир Тројице је изграђен углавном у украјинском бароку, вероватно због украјинског порекла сибирских јерарха. Следеће сибирске цркве укључивале су неке изузетне елементе украјинског барока, на пример вертикално-засвођена архитектура. Нека литература описује сличност најранијих тоболских споменика са уралским црквама из првог 18. века, попут манастира Успења Пресвете Богородице у Далматову и катедрале у Верхотурју (једини таквог типа који представља Строганов архитектуру).
Једна од првих камених грађевина у источном Сибиру укључује манастир Успења Богородице у Нерчинску (1712), Преображења Господњег у Посолском (1718), цркву Спаса и Богојављенску цркву, обе у Иркутску, црква Богојављења и Војеводска кућа у Јенисејску и Спасовски манастир у Јакутску.

## Историја истраживања
Најоригиналнији споменик сибирског барока је црква Крстовдана у Иркутску (1747–1758); „најбољи пример сибирског барока, са својом оригиналношћу у културно-семантичким и етностилистичким слојевима”. Његови будистички декори изазвали су интересовање научника и истраживача већ у предреволуционарној Русији. Јединствени споменик је упоређен са помпезним каменим округлим црквама у Соликамску и Сољвичегодску. Игор Грабар је у тој цркви видео касни провинцијски резиме московског узорочја, са тежњом за „сликањем“. Написао је да „његова наивна комбинација одјекује Москвом и Украјином, која је маштовито уткана у густо ткану таписерију, са посебним мирисом суседног истока“.
Термин „сибирски барок“ створио је иркутски локални историчар Д. А. Болдирев-Казарин 1924. Када је помињао могућност учешћа бурјатских радника, Болдирев-Казарин је рекао да у Сибиру „неки детаљи монголског и Кинеска архитектура има добро познате форме кокошника“, док „хантијски , татарски и бухарски“ утицаји одређују посебан декор цркава у Ишиму, Јалуторовску и Тари.
Питање односа источног и украјинског барока и сибирског барока 18. века истраживано је и у совјетско време. Неки су пронашли „бурјатски декор“ у црквама у Иркутску, а ако је судити по њиховој величини и конструкцији, изградили су их архитекти северноруских градова Тотма и Велики Устјуг. Према Т. С. Проскурјаковој, раносибирска црквена архитектура дели се на два „подрегионална типа“: западносибирски (Тобољск, Тјумењ, област иза Уралских планина) и источносибирски (Иркутск). Х. Каптиков такође користи тај систем сортирања. У сибирској архитектури 18. века види једну од провинцијских школа руског барока, уз тотма-устјушку, вјачку и уралску.

## Примери сибирског барока

### Иркутск
- Црква Вазнесења
- Црква Преображења Господњег
- Богородичина-Владимирска црква
- Црква Светог крста
- Црква Знамења Пресвете Богородице
- Тихвинска црква
- Црква Свете тројице
- Чудотворска црква

### Тобољск
- Црква Захарија и Јелисавете
- Црква Крстовдана

### Томск
- Богојављенска црква
- Казанска црква манастира Богородице Алексејев
- Црква Госпе од знака
- Црква Васкрсења

### Тјумењ
- Црква Спаса
- Манастир Свете Тројице
- Знаменска катедрала

### Остала насеља
- Катедрала Успења у Јенисејску
- Катедрала манастира Тројице у Туруханску
- Црква Спаса у Минусинску
- Црква Спаса на Тари
- Црква Преображења Господњег у Нижњој Сињачихи
- Богојављенска катедрала у Ишиму
- Саборна црква Светог Покрова у Краснојарску
- Саборна црква Свете Тројице у Канску
- Покровска црква у Ханти-Мансијску
- Катедрала Одигитриевски у Улан-Удеу
- Саборна црква Спасо-Преображенског у Посолском
- Спаски катедрала у Новоселенгинску
- Сретенски катедрала у Јалуторовску
- Саборна црква Преображења Спаса у Новокузњецку